# Anton Batista i Bondat

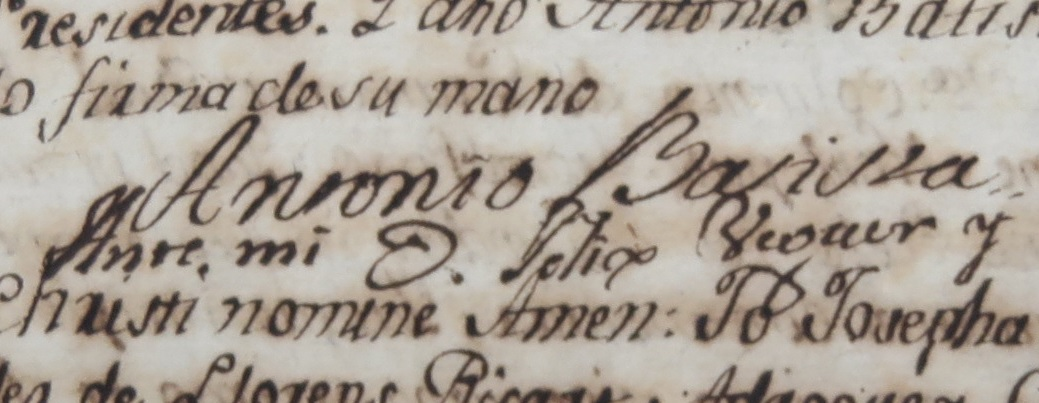
Signatura d'Anton Batista el 1796.

Anton Batista i Bondat (Santa Coloma de Gramenet 1751 – Sant Andreu de Palomar 1835) va ser un pagès terratinent i ciutadà honrat de Barcelona que es va instal·lar a Sant Andreu el 1777 i va ser una de les persones més importants i influents del poble de Sant Andreu entre l'últim terç del segle xviii i el primer terç del XIX.
De família originària de Santa Coloma de Gramenet, va ser batejat en dit poble el 8 d'agost de 1751 amb el nom d'Anton Narcís Joan, fill de Joan Batista Galvany i Eulàlia Bondat.
El 10 de març de 1777 es va casar amb Maria Oriol Tristany, una pubilla d'una de les famílies més importants de Sant Andreu de Palomar. El matrimoni no va durar gaire, ja que Maria va morir jove i sense descendència. Entre 1780 i 1781, Anton Batista es va casar en segones núpcies amb Maria Duran i d'aquest matrimoni van néixer els seus únics fills: Pau, Maria, Caterina i Coloma Batista Duran.
Anton Batista es dedicava a comprar bestiar per abastir de carn a la població, destacant les ventes que feia a les carnisseries de Barcelona. Aquest ofici li va donar grans beneficis i en poc temps es va transformar en un pagès comerciant de renom.
Durant la Guerra Gran (1793-95), Anton Batista va aportar a la causa 400 mules de tir que foren utilitzades entre altres coses per moure artilleria, traslladar ferits als hospitals i per aquest fet va ser premiat entre abril i maig de 1796 sent anomenat ciutadà honrat de Barcelona. A partir de 1796 va començar a comprar moltes terres a Sant Andreu passant a ser el terratinent més important a inicis del segle xix.
A partir de 1797 sabem que vivia a la masia de Cal Borni, situada on avui dia està l'escola Turó Blau (Gran de Sant Andreu 2) i això va fer que fos conegut popularment com a Anton Borni. Conegut del Baró de Maldà, surt anomenat en el seu Calaix de Sastre en algunes de les seves visites a Sant Andreu.
La matinada del 13 de desembre de 1835, entre les sis i les set del matí uns lladres van entrar a robar a la casa d'Anton Batista i van provocar la seva mort als 84 anys.